# کاظم صدقیانی‌زاده
کاظم صدقیانی‌زاده  سیاست‌مدار ایرانی بود، که در  دوره بیست و دوم   بعنوان نماینده تبریز در مجلس شورای ملی حضور داشت. 